# General Electric F110
General Electric F110 – silnik dwuprzepływowy z dopalaczem wyprodukowany przez firmę General Electric, stosowany w myśliwcach F-14, F-16 oraz F-15.

## Historia
W trakcie eksploatacji silników TF-30 na maszynach F-14A szybko okazało się, że ich ciąg nie jest wystarczający do użytkowania tak dużych myśliwców w zamierzony przez US Navy sposób. Na domiar złego problemem stał się pompaż sprężarki przy dużym kącie natarcia oraz zbyt duże zużycie paliwa. Aby rozwiązać ten problem postanowiono zmodyfikować istniejący silnik F101 stworzony na potrzeby projektu bombowca B-1. Powstały w ten sposób model F110 okazał się na tyle dobrą konstrukcją, że był on seryjnie montowany na nowej wersji „Tomcata” – F-14B.
W 1984 US Air Force w ramach programu AFE (Alternative Fighter Engine) wybrało model F110 do napędzania myśliwców F-16 jako alternatywy dla silnika Pratt & Whitney F100.

## Wersje

### F110-GE-400
Silnik F110-GE-400 to konstrukcja opracowana na potrzeby myśliwca F-14. Charakteryzował się ciągiem maksymalnym 134kN (z dopalaniem).

### F110-GE-100
Silnik F110-GE-100 to konstrukcja opracowana na potrzeby myśliwca F-16. Od poprzednika różnił się brakiem instalacji przedłużenia dyszy wydechowej o 1,3m. Charakteryzował się ciągiem maksymalnym 125kN (z dopalaniem). Stanowi podstawowe wyposażenie myśliwca F-16C block 30.

### F110-GE-129
Silnik F110-GE-129 to unowocześniona wersja F110-GE-100 charakteryzująca się zwiększonym ciągiem do 129kN. Stanowi podstawowe wyposażenie myśliwca F-16C block 50. Montowany również na niektórych wersjach myśliwca F-15.

### F110-GE-132
Silnik F110-GE-132 to unowocześniona wersja F110-GE-129 charakteryzująca się zwiększonym ciągiem do 145kN. Stanowi podstawowe wyposażenie myśliwca F-16E block 60. Montowany również na niektórych wersjach myśliwca F-15.